# Женская сборная Польши по хоккею на траве
Женская сборная Польши по хоккею на траве — женская сборная по хоккею на траве, представляющая Польшу на международной арене. Управляющим органом сборной выступает Федерация хоккея на траве Польши (пол. Polski Związek Hokeja na Trawie, англ. Poland Hockey Federation).
Сборная занимает (по состоянию на 1 января 2015) 26-е место в рейтинге Международной федерации хоккея на траве (FIH).

## Результаты выступлений

### Летние Олимпийские игры
- 1980 — 6-е место
- 1984—2012 — не участвовали

### Чемпионат Европы
- 1970—2011 — не участвовали
- 2015 —

### Чемпионат мира (индорхоккей)
- 2003—2007 — не участвовали
- 2011 — 5-е место
- 2015 — 5-е место

### Чемпионат Европы (индорхоккей)
I дивизион
- 1974—1987 — не участвовали
- 1990 — 8-е место
- 1993—1998 — не участвовали
- 2010 — 6-е место
- 2012 —
- 2014 —

II дивизион
- 2000 — 3-е место
- 2002 — 3-е место
- 2004 — 3-е место
- 2006 — 3-е место
- 2008 — 1-е место